# Liste der Bodendenkmäler in Trunkelsberg
Auf dieser Seite sind die Bodendenkmäler in der schwäbischen Gemeinde Trunkelsberg zusammengestellt. Diese Tabelle ist eine Teilliste der Liste der Bodendenkmäler in Bayern. Grundlage ist die Bayerische Denkmalliste, die auf Basis des Bayerischen Denkmalschutzgesetzes vom 1. Oktober 1973 erstmals erstellt wurde und seither durch das Bayerische Landesamt für Denkmalpflege geführt wird. Die folgenden Angaben ersetzen nicht die rechtsverbindliche Auskunft der Denkmalschutzbehörde.

## Bodendenkmäler der Gemeinde Trunkelsberg
| Lage                    | Objekt                                                                             | Akten-Nr.     | Bild |
| ----------------------- | ---------------------------------------------------------------------------------- | ------------- | ---- |
| Trunkelsberg (Standort) | Siedlung des Neolithikums.                                                         | D-7-7927-0026 |      |
| Trunkelsberg (Standort) | Mittelalterliche und frühneuzeitliche Befunde im Bereich von Schloss Trunkelsberg. | D-7-7927-0081 |      |